# Zonsé (departamento)
Zonsé é um departamento ou comuna da província de Boulgou no Burkina Faso. A sua capital é a cidade de Zonsé.
Em 1 de julho de 2018 tinha uma população estimada em 26870 habitantes.